# Ctenus hosei
Ctenus hosei là một loài nhện trong họ Ctenidae.
Loài này thuộc chi Ctenus. Ctenus hosei được Frederick Octavius Pickard-Cambridge miêu tả năm 1897.